# Cryptophyllium
Cryptophyllium es un género de insectos de hojas de la tribu Phylliini, descrita en 2021. Su distribución es probablemente incompleta, pero incluye el sur de China, Sri Lanka, Indo-China, Malesia y las islas del Pacífico occidental.

## Descripción
Varias especies fueron colocadas previamente en el género Phyllium (subgénero Phyllium), que es muy similar. Las hembras de Cryptophyllium típicamente tienen antenas con cuartos segmentos cortos y en forma de disco que son por lo menos tres veces más anchos que son largos, y más cortos que cualquiera de los siguientes tres segmentos. En Phyllium, el cuarto segmento antennal es tan alto como ancho y tiene una altura similar a la longitud de cada uno de los tres segmentos siguientes. Las hembras Cryptophillium miden 77–107 mm de largo y los machos miden aproximadamente 55–89 mm.

## Especies
A julio de 2021, el archivo de especies de Phasmida  incluye:
- Cryptophyllium animatum Cumming, Bank, Bresseel, Constant, Le Tirant, Dong, Sonet & Bradler, 2021
- Cryptophyllium athanysus (Westwood, 1859)
- Cryptophyllium bankoi Cumming, Bank, Bresseel, Constant, Le Tirant, Dong, Sonet & Bradler, 2021
- Cryptophyllium bollensi Cumming, Bank, Bresseel, Constant, Le Tirant, Dong, Sonet y Bradler, 2021
- Cryptophyllium celebicum ( de Haan, 1842) - especie tipo (como Phyllium celebicum Haan W de )
- Cryptophyllium chrisangi ( Seow-Choen, 2017)
- Cryptophyllium daparo Cumming, Bank, Bresseel, Constant, Le Tirant, Dong, Sonet y Bradler, 2021
- Cryptophyllium drunganum (Yang, 1995)
- Equidna Cryptophyllium Cumming, Bank, Bresseel, Constant, Le Tirant, Dong, Sonet y Bradler, 2021
- Cryptophyllium faulkneri , Cumming, Bank, Bresseel, Constant, Le Tirant, Dong, Sonet y Bradler, 2021
- Cryptophyllium icarus Cumming, Bank, Bresseel, Constant, Le Tirant, Dong, Sonet y Bradler, 2021
- Cryptophyllium khmer , Cumming, Bank, Bresseel, Constant, Le Tirant, Dong, Sonet y Bradler, 2021
- Cryptophyllium limogesi Cumming, Bank, Bresseel, Constant, Le Tirant, Dong, Sonet y Bradler, 2021
- Cryptophyllium liyananae Cumming, Bank, Bresseel, Constant, Le Tirant, Dong, Sonet y Bradler, 2021
- Cryptophyllium nuichuaense Cumming, Bank, Bresseel, Constant, Le Tirant, Dong, Sonet y Bradler, 2021
- Cryptophyllium oyae (Cumming y Le Tirant, 2020)
- Cryptophyllium parum (Liu, 1993)
- Cryptophyllium phami Cumming, Bank, Bresseel, Constant, Le Tirant, Dong, Sonet y Bradler, 2021
- Cryptophyllium rarum (Liu, 1993)
- Cryptophyllium tibetense (Liu, 1993)
- Cryptophyllium wennae Cumming, Bank, Bresseel, Constant, Le Tirant, Dong, Sonet y Bradler, 2021
- Cryptophyllium westwoodii ( Wood-Mason, 1875)
- Cryptophyllium yapicum (Cumming y Teemsma, 2018)
- Cryptophyllium yunnanense (Liu, 1993)